# Balinka
Balinka è un comune dell'Ungheria di 1.002 abitanti (dati 2001). È situato nella contea di Fejér.